# ألبيرت رييرا (لاعب كرة قدم، مواليد 1983)
البيرت رييرا (بالإسبانية: Albert Riera Vidal) (28 ديسمبر 1983 ببرشلونة في إسبانيا - ) هو لاعب كرة قدم إسباني في مركز الوسط. لعب مع نادي أوكلاند سيتي ونادي ويلينغتون فينيكس وAtlético Monzón ‏ وCF Balaguer ‏.

## وصلات خارجية
- البيرت رييرا على موقع الاتحاد الدولي (مؤرشف)  (الإنجليزية)
- البيرت رييرا على موقع قاعدة بيانات كرة القدم.إي يو (الإنجليزية)
- البيرت رييرا على موقع Soccerway.com (الإنجليزية)
- البيرت رييرا على موقع عالم كرة القدم.نت (الإنجليزية)
- البيرت رييرا على موقع AS.com (الإسبانية)